# Sepullia callosa
Sepullia callosa är en insektsart som beskrevs av Victor Lallemand 1935. Sepullia callosa ingår i släktet Sepullia och familjen spottstritar. Inga underarter finns listade i Catalogue of Life.